# Visuvasam Selvaraj
Visuvasam Selvaraj (* 4. Januar 1966 in Raja Annamalaipuram, Tamil Nadu) ist ein indischer Geistlicher und römisch-katholischer Bischof von Port Blair.

## Leben
Visuvasam Selvaraj besuchte das Kleine Seminar in Chennai. Anschließend studierte er Philosophie am Sacred Heart Seminary in Chennai und Katholische Theologie am St. Albert’s College in Ranchi. Am 8. Mai 1994 empfing Selvaraj das Sakrament der Priesterweihe für das Bistum Port Blair.
Selvaraj war von 1994 bis 1995 als Pfarrvikar der Kathedrale Stella Maris in Port Blair tätig, bevor er Prokurator des Bistums Port Blair wurde. Von 1998 bis 1999 war er Pfarrvikar in Mayabunder. Anschließend setzte Visuvasam Selvaraj seine Studien am St. Peter’s Pontifical Institute in Bangalore fort, an dem er 2001 einen Master im Fach Kanonisches Recht erwarb. Nach der Rückkehr ins Bistum Port Blair wurde er Diözesankanzler und Offizial. Daneben war Selvaraj von 2001 bis 2006 Direktor des diözesanen Sozialdienstes und von 2006 bis 2010 Pfarrer auf der Insel Katchal. Danach wurde er Pfarrer der Kathedrale Stella Maris in Port Blair. Von 2013 bis 2015 war Visuvasam Selvaraj Rektor des Diözesanheiligtums, stellvertretender Finanzverwalter des Bistums Port Blair und Mitglied des Konsultorenkollegiums sowie erneut Direktor des diözesanen Sozialdienstes. Danach wirkte er als Finanzverwalter des Bistums, bevor er 2017 Generalvikar und Beauftragter für die Katechese wurde. Ab 2020 war Visuvasam Selvaraj Diözesanadministrator des vakanten Bistums Port Blair.
Am 29. Juni 2021 ernannte ihn Papst Franziskus zum Bischof von Port Blair. Der emeritierte Bischof von Port Blair, Aleixo das Neves Dias SFX, spendete ihm am 21. August desselben Jahres in der Kathedrale Stella Maris in Port Blair die Bischofsweihe; Mitkonsekratoren waren der Apostolische Nuntius in Indien, Erzbischof Leopoldo Girelli, und der Erzbischof von Ranchi, Felix Toppo SJ.